# Спорт-Экспресс
«Спорт-Экспресс» — российская ежедневная газета о спорте. Основана в 1991 году. Выпускается издательским домом «Спорт-Экспресс», который также включает в себя интернет-портал и мобильное приложение. С 2001 года входит в объединение European Sports Magazines (Европейские спортивные издания).

## История
Первый номер газеты вышел 14 августа 1991 года. Выпуск подготовили 14 журналистов, которые ушли из газеты «Советский спорт».
Основным отличием нового спортивного издания от старого являлась оперативность — отчёты со спортивных событий, даже вечерних, публиковались в ближайшем номере. Кроме того, «Спорт-Экспресс» первым в стране начал писать про такие зарубежные соревнования, как НХЛ, НБА и «Формула-1».

Они ушли с хороших должностей из прославленного издания. Ушли от соблазнительных зарубежных командировок. Ушли из солидных кабинетов, вроде того, в котором Владимир Гескин по секрету сообщил мне о планах лучших журналистов «Советского спорта» сделать свою, новую газету.— Виктор Гусев

Чего же мы хотим? Коротко: пробудить интерес к спорту и его людям — нашему национальному достоянию. Убеждены: спорт — праздник жизни, он поможет вернуть нам согласие и душевное равновесие, облегчить нашу участь. Всеобщая страсть к спорту не утихла, её только нужно растревожить.— Владимир Кучмий
Главным редактором стал Владимир Кучмий. Вместе с предпринимателем Иваном Рубиным, который стал генеральным директором «Спорт-Экспресса», он являлся и основным совладельцем газеты.
Заместителями Кучмия были назначены Владимир Гескин и Владимир Титоренко. Среди основателей газеты также были олимпийская чемпионка Елена Вайцеховская, журналисты Лев Россошик, Михаил Дмитриев, Сергей Родиченко, Ольга Линде, Борис Тосунян, Алексей Патрикеев, Леонид Трахтенберг, Евгений Малков, Александр Елисейкин и Сергей Микулик.
Символом газеты стал петух, изображение которого появилось на логотипе. Петух символизировал боевитость и оперативность. Рубрика с новостями о вечерних и ночных событиях с тех пор стала носить название «Ку-ка-ре-ку».
В 1993—1996 годах основным владельцем газеты была французская медиагруппа Editions Philippe Amaury, издатель ежедневной спортивной газеты L’Équipe. В 1995 году вышел 1000-й номер «Спорт-Экспресса».
1 марта 1999 года «Спорт-Экспресс» запустил свой сайт — www.sport-express.ru.
18 декабря 2001 года «Спорт-Экспресс» вступил в объединение European Sports Magazines. Сотрудничество предполагало участие в совместных проектах, обмен редакционными материалами, подготовку эксклюзивных статей и интервью с ведущим игроками, тренерами и футбольными руководителями, а также взаимопомощь при освещении главных турниров — чемпионатов мира и Европы, Лиги чемпионов.
В 2003 году по заявленному тиражу газета занимала третье место среди российских ежедневных газет с 650 000 экземпляров.
21 марта 2009 года скончался Владимир Кучмий. После его смерти газета на несколько лет осталась без главного редактора. Его функции выполняли первые заместители Владимир Гескин и Владимир Титоренко.
В 2012 году убытки привели к систематическим задержкам заработной платы, в августе ведущие журналисты написали коллективное заявление в трудовую инспекцию, а также пригрозили генеральному директору Ивану Рубину забастовкой. В конце августа Рубин продал свой пакет акций «Спорт-Экспресса». Новым владельцем стал генеральный директор петербургского филиала «Первого канала» Эдуард Райкин. Во главе издательского дома встал известный журналист Константин Клещев, работавший в «Спорт-Экспрессе» в 1992—2003 годах.
В апреле 2013 года из-за разногласий с частью коллектива Клещев покинул газету, а место главного редактора занял бывший шеф отдела хоккея Дмитрий Кузнецов. Его заместителем в это время был обозреватель, знаток «Что? Где? Когда?» Борис Левин. В апреле 2015 года в ходе реорганизации деятельности издательского дома главный редактор Дмитрий Кузнецов и часть коллектива выразили недовольство работой менеджмента и потребовали смены собственника. После этого Кузнецов, его заместители и ещё около 20 журналистов были уволены. В издании была проведена реструктуризация. Издательский дом возглавил Максим Максимов, который до этого занимал посты ответственного секретаря и шефа отдела футбола.
В марте 2016 года ЗАО «Национальная Медиа Группа» объявило о заключение сделки по покупке 25 процентов акций издания. Совет директоров возглавила многократная чемпионка мира, олимпийская чемпионка по художественной гимнастике Алина Кабаева. 8 июля 2016 года было объявлено об увеличении доли НМГ до 75 %.

## Показатели деятельности
Согласно исследованию компании «Медиалогия», «Спорт-Экспресс» находится на первом месте в Топ-20 самых цитируемых СМИ спортивной отрасли за 2020 год.

### Редакция
Редакция «Спорт-Экспресса» находится в Москве: с 1991 по 1994 год - на Пушечной улице, дом 7, строение 4; с 1995 по 2018 год — неподалёку от Тишинской площади, по адресу: улица Красина, дом 27, строение 2. В 2018 году редакция переехала в лофт «Завода имени Владимира Ильича» в Партийном переулке, дом 1, корпус 57, где располагаются также телеканал «РЕН ТВ» и мультимедийный информационный центр «Известия».

### Коллектив
- Главный редактор — Максим Максимов
- Заместитель главного редактора — Максим Аланазаров
- Заместитель главного редактора — Вячеслав Короткин
- Обозреватели — Юрий Голышак, Дмитрий Зеленов, Евгений Зырянкин, Александр Кружков, Александр Львов, Наталья Марьянчик, Александр Просветов, Игорь Рабинер[23].
- В разное время в газете работали Алексей Андронов, Ровшан Аскеров[24], Александр Беленький, Елена Вайцеховская, Владимир Гескин[25], Олег Пирожков, Дмитрий Фёдоров[26] и другие журналисты. В качестве приглашённых авторов для газеты писали Алексей Блинов[authors 1], Виктор Гусев[authors 2], Илья Казаков[authors 3], Константин Лозбинёв[authors 4], Вячеслав Малафеев, Владимир Хрюнов и Александр Шмурнов[authors 5].

## Проекты
- Турнир дворовых команд
- «Клуб 100»
- Приз «Звезда»
- «Золотая мантия»
- Лучший спортсмен России
- Футболист года в России

## Приложения
- Цветные выпуски «Спорт-Экспресс», выходящие незадолго до крупного спортивного мероприятия, перед началом новых сезонов крупных спортивных турниров. В 1990-е годы выходили в газетном варианте. С 2000-х годов они были переведены на мелованную бумагу.
- Чёрно-белые приложения, выходившие в составе выпусков газеты «Спорт-Экспресс» и посвящённые различным видам спорта — футболу, хоккею, волейболу, баскетболу, Формуле-1, шахматам, велоспорту, олимпизму.
- «Спорт-Экспресс Журнал» — глянцевый полноцветный спортивный журнал. Выпускался с декабря 1996 по февраль 2001 года. Журнал включал в себя интервью, статьи о спортсменах и спортивных событиях, экскурсы в историю спорта. За 5 лет вышло 50 номеров журнала.
- «Спорт-Экспресс Воскресенье» — еженедельная цветная газета. Выпускалась с февраля по декабрь 1999 года. Всего вышло 44 номера. По содержанию была ближе к журналу.
- «Спорт-Экспресс-Футбол» — самостоятельное футбольное издание, издававшееся в 1999—2001 годах.
- «Спорт-Экспресс-Футбол» (также известное как «Футбол от СЭ») — газетное чёрно-белое приложение, выходило вместе с пятничным выпуском «Спорт-Экспресс» в 1990—2000-х годах.

## Прочее
В 2020 году «Спорт-Экспресс» запустил на своём сайте трансляции матчей чемпионата Бразилии по футболу. Эксклюзивным дистрибьютором медиаправ на трансляции выступила компания «Медиа-Телеком» (СП «Национальной Медиа Группы» и «Ростелекома»), выкупившая права на показ матчей сроком на 4 года. Помимо портала Sport-Express.ru матчи транслируются также на видеосервисах Wink и more.tv.